# Femmes Protestantes
femmes protestantes, bis 2024 Evangelische Frauen Schweiz (EFS) vertreten als Dachverband von Frauenverbänden und Einzelmitgliedern die Interessen von rund 70'000 Frauen. femmes protestantes setzen sich in kirchlichen, politischen und gesellschaftlichen Strukturen für gerechte Verhältnisse und gewaltfreie Lösungen von Konflikten ein. Sie orientieren sich an den befreienden Grundlagen des Evangeliums und stehen in Auseinandersetzung mit feministischen Theologien.
femmes protestantes engagieren sich für Frauen in allen Lebensbereichen und besonders für jene in schwierigen Verhältnissen. Sie treten in kirchlichen und weltlichen Organisationen für die Besserstellung der Frauen ein. Zu eidgenössischen Gesetzes- und Abstimmungsvorlagen und zu aktuellen Fragen nehmen femmes protestantes aus Sicht evangelischer Frauen Stellung. Mit Publikationen und Weiterbildungsangeboten ermutigen sie Frauen, in Kirche und Gesellschaft aktiv mitzuwirken.

## Geschichte
Im Jahr 1947 wurde der Evangelische Frauenbund der Schweiz als Zusammenschluss von 19 evangelischen Frauenverbänden gegründet und 2007 in Evangelische Frauen Schweiz umbenannt. Ziel war damals die Koordination und die Interessenvertretung von evangelischen Frauen gegenüber den eidgenössischen Behörden. Der EFS war zugleich ein Gegengewicht zum relativ einflussreichen Schweizerischen katholischen Frauenbund SKF. Im Mai 2024 erfolgte eine weitere Umbenennung in femmes protestantes.